# Nicolaus gracilis
Nicolaus gracilis är en insektsart som beskrevs av Heller och Rauno E. Linnavuori 1968. Nicolaus gracilis ingår i släktet Nicolaus och familjen dvärgstritar. Inga underarter finns listade i Catalogue of Life.